# マンネスマン・ポール 三葉機

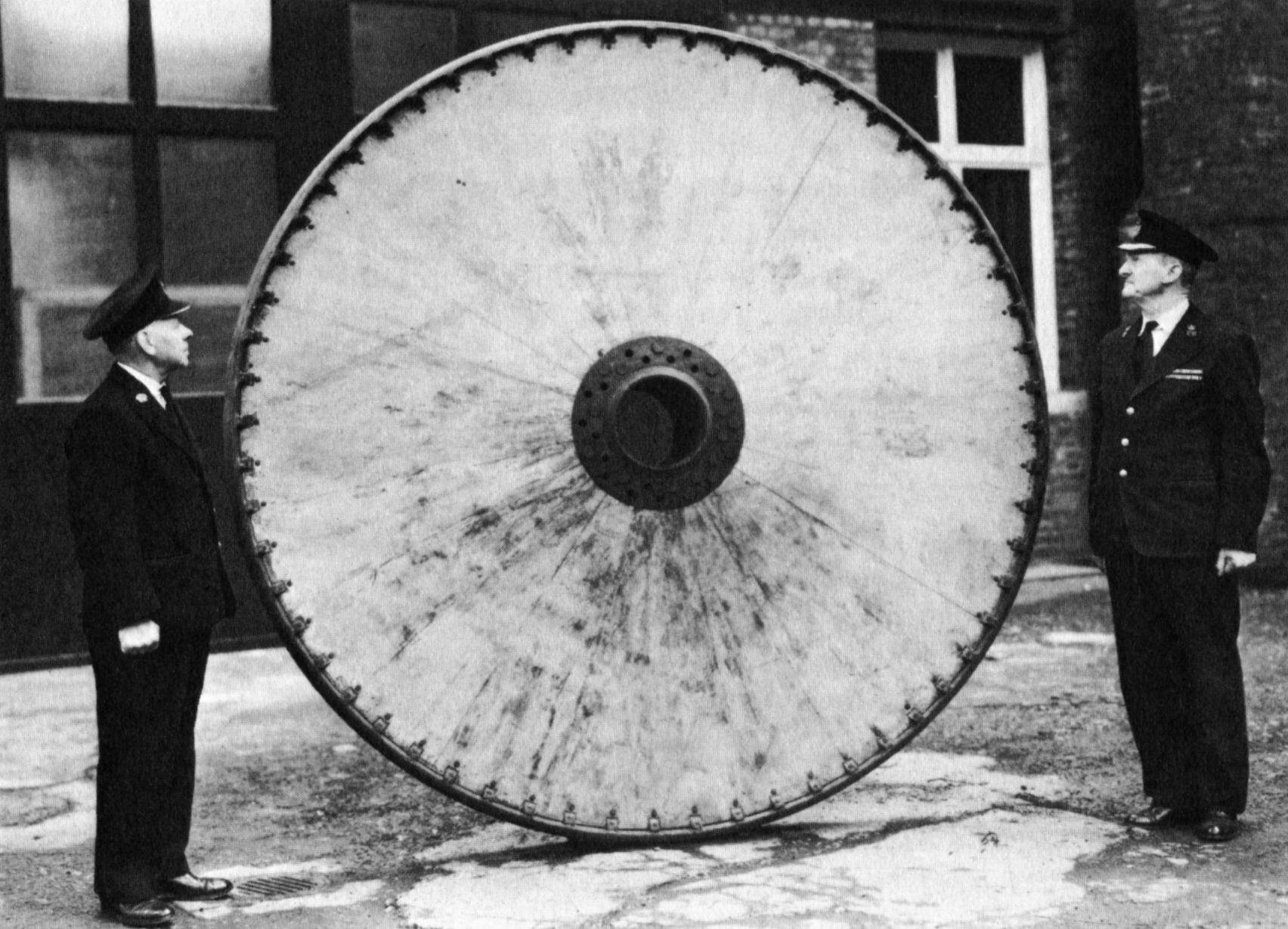
マンネスマン・ポール 三葉機の車輪

マンネスマン・ポール 三葉機（Mannesmann-Poll-Dreidecker）は第一次世界大戦末期にドイツが製作していたが完成しなかった巨大軍用機である。1919年になって連合軍管理委員会のイギリス代表団がケルン・ポルの格納庫で未完成の巨人機を見つけたとして報告されたものである。全長45.70m、翼幅50.30mの当時としては巨大な航空機である。（第一次世界大戦の有名な爆撃機ゴータ G.Vなどは全長12m、翼幅25m程度であり、マンネスマン・ポール 三葉機はボーイングB-29よりも大きい。）
連合軍管理委員会のイギリス代表団が、ケルン・ポルの格納庫で計画書と部品を発見し報告したもので、全長45.70m、翼幅50.30mの大きさであった。三葉機で胴体は中央翼に取り付けられ、10台のエンジンを装備し、2台ずつ1組とされ、前後のプロペラを駆動した。4組、8台のエンジンは中央翼に取り付けられ、1組、2台のエンジンは胴体下の下翼の中央に取り付けられた。性能は速度130 km / h、航続距離　10,500kmと見積もられた。
設計者についての情報は、Forstmanと報告されていたが、1914年から1915年にかけてSiemens-Schuckertなどで、成功しなかった4発の爆撃機を開発したフィンランド生まれのエンジニア、Villehada Forssmanであると推定されている。
胴体の一部と2.2mの車輪のひとつがイギリスに運ばれ、車輪は1994年に修復され、ダックスフォード帝国戦争博物館に展示されている。